# هانی وایلدر
هانی وایلدر (انگلیسی: Honey Wilder؛ زاده ۲۶ نوامبر ۱۹۵۰) بازیگر پورنوگرافی اهل ایالات متحده آمریکا است.